# Ha Seung-jin
Ha Seung-jin (* 4. August 1985 in Seoul) ist ein südkoreanischer Basketballspieler. Er ist 2,21 Meter groß und spielte als Center unter anderem in der NBA für die Portland Trail Blazers und die Milwaukee Bucks.

## Familie
Sein Vater Dong-ki war Mitglied der koreanischen Basketballnationalmannschaft, die bei den Asienspielen von 1978 in Bangkok den zweiten Platz erreichten. Seine Schwester Ha Eun-joo ist ebenfalls eine professionelle Basketball-Spielerin. Die 2,05 Meter große Centerspielerin sollte 2006 eigentlich in der WNBA bei den Los Angeles Sparks spielen. Allerdings hatte sie noch einen Vertrag mit der japanischen Mannschaft Chanson Cosmetics zu erfüllen und konnte dieses Angebot nicht annehmen.

## Spielerkarriere
Ursprünglich wurde Ha in der zweiten Runde des NBA-Drafts 2004 von den Portland Trail Blazers an 46. Stelle ausgewählt.
Zuvor spielte er für die Samil Commercial High School und besuchte die Yonsei-Universität. Er war die treibende Kraft während Samils 22-Spiele-Siegesserie während 2003. Unter anderem gewann die High School das National Sports Festival-Turnier in Jeju-si im November 2003. Mit der Yonsei-Universität gewann der den koreanischen Collegetitel und machte im Schnitt 12,6 Punkte, 8,6 Rebounds und 1,6 geblockte Würfe in sieben Spielen.
Er wurde der erste koreanische Spieler in der NBA. Sein bestes Spiel hatte er am 20. April 2005 gegen die Los Angeles Lakers. Er erzielte 13 Punkte und traf sechs seiner sieben Würfe aus dem Feld.
Bevor er während der Saison 2004–05 in die NBA kam, spielte er für die Portland Reign in der American Basketball Association. Allerdings bekam er bei den Blazers kaum Einsatzzeit und wurde 2006 sogar zum NBA-Development-League-Team Fort Worth Flyers abgeschoben, wo er jedoch auch nicht besonders viel spielte. Die Blazers holten Ha später wieder zurück, da sich die Center Theo Ratliff und Joel Przybilla verletzten. Er stand sogar viermal in der Startformation seines Teams.
Während seiner zwei Saisons bei den Blazers spielte er in 46 Partien und erzielte durchschnittlich 1,5 Punkte und 1,5 Rebounds.
Am 31. Juli 2006 wurde Seung-jin von den Trail Blazers in einem Vier-Spieler-Wechsel (zusammen mit Steve Blake und Brian Skinner im Tausch für Jamaal Magloire) zu den Milwaukee Bucks getradet. Nach nur einem Preseason-Spiel im Trikot der Bucks, in dem er 4 Punkte, 3 Rebounds und 2 Assists erzielte, wurde er am 28. Oktober wieder von der Mannschaft aus Milwaukee entlassen.
Am 31. Dezember 2006 erhielt Ha einen Vertrag bei den Anaheim Arsenal in der NBA Development League. In der Saison 2006–07 erzielte er in 26 Spielen für die Kalifornier 2,7 Punkte, 2,8 Rebounds und 0,38 Blocks pro Spiel.
Im Moment spielt Ha professionellen Basketball in der südkoreanischen KBL (Korean Basketball League) für das Team KCC Jeonju, mit dem er 2009 und 2011 KBL-Meister wurde.

## Nationalmannschaft
Ha Seung-jin spielte als Mitglied der südkoreanischen Juniorennationalmannschaft bei den Juniorenweltmeisterschaften 2003 und erzielte durchschnittlich 11,0 Punkte, 9,3 Rebounds und 1,9 geblockte Würfe in 19,2 Minuten pro Spiel. Er spielt auch für die südkoreanische Senioren-Basketballnationalmannschaft und nahm unter anderem an der FIBA-Asienmeisterschaft 2007 teil, wo er Südkorea zur Bronzemedaille führen konnte. Im Schnitt erzielte er 17,3 Punkte und 9,1 Rebounds.

## Filmografie
- 2021: Royal Secret Inspector Joy
- 2022: Connect (Gastauftritt)